# Врождённая нечувствительность к боли с ангидрозом
Врождённая нечувствительность к боли с ангидрозом или наследственная сенсорно-вегетативная нейропатия IV типа (сокр. англ. HSAN IV) — чрезвычайно редкое наследственное расстройство нервной системы, которое характеризуется отсутствием ощущения боли, тепла, холода и некоторых других ощущений (в том числе ощущения необходимости мочеиспускания). «Ангидроз» означает, что организм не потеет, а «врождённый» указывает на то, что состояние присутствует от рождения.

## Клиническое описание
Люди с этим расстройством обычно получают ранения из-за того, что не чувствуют боли. Например, пациент может получить сильные ожоги и даже не заметить.
Основными особенностями расстройства являются следующие признаки: отсутствие болевого ощущения, безболезненные травмы рук, ног и челюстно-лицевой области, гипертермия в жаркую погоду из-за неспособности к потению, инфекции и рубцевание языка, губ и дёсен, хронические инфекции костей и суставов, переломы костей, множественные рубцы, остеомиелит и деформация суставов, что может привести даже к ампутации.
Другие распространённые проблемы связаны с глазами, например инфекцией, вызванной тем, что больные их часто и сильно растирают либо царапают их во время сна.
Врождённая нечувствительность к боли с ангидрозом обычно (но не всегда) сочетается с умственной отсталостью.

## Ответственный ген
Ответственный за возникновение болезни ген — TrkA (NTRK1).